# موسكويتو (لاعب كرة قدم)
تياغو رودريغيز دا سيلفا (بالبرتغالية: Thiago Rodrigues da Silva‏) المعروف بموسكويتو (6 يناير 1996 بريو دي جانيرو في البرازيل - ) هو لاعب كرة قدم برازيلي في مركز الهجوم لعب سابقاً في نادي نجران .

## روابط خارجية
- موسكويتو على موقع قاعدة بيانات كرة القدم.إي يو (الإنجليزية)
- موسكويتو على موقع Soccerway.com (الإنجليزية)
- موسكويتو على موقع AS.com (الإسبانية)